# Bllatë
Bllatë – wieś położona w południowo-wschodniej części Albanii w gminie Bujan. Wieś znajduje się 115 kilometrów od stolicy państwa, Tirany.